# جب رملة
جب رملة بلدة سورية تقع في سهول طار العلا-العشارنة، ومركز ناحية جب رملة تتبع منطقة مصياف في محافظة حماة. بلغ عدد سكانها 3,329 نسمة حسب تعداد عام 2004.
تقع جنوب سهل الغاب. تبعد عن مدينة مصياف 21 كم باتجاه الشمال الشرقي. على بعد 1 كم إلى الغرب منها يوجد تل أثري يسمى تل دادس (211م). قامت نواة البلدة حول البئر القديم (211م). ثم توسعت شمالاً وجنوباً على محاذاة الطريق الرئيسة الواصلة بين بلدة محردة و قرية أصيلة وطريق مصياف-السقيلبية. يعتمد سكانها على الزراعة وتربية الأبقار تربتها خصبة ومياهها وافرة. تسقي أراضيها من مياه سد محردة والآبار العادية. أهم حاصلاتها القطن و الشوندر السكري و القمح و البطاطا و الخضروات. تشرب من بئر ارتوازية عبر شبكة مائية. فيها مدرسة ثانوية ومركز صحي ومركز بيطري ومقسم هاتف ومحطة نموذجية لتربية الأبقار ومحطة للرصد الجوي. ترتبط بالطريق الرئيسة السقيلبية-مصياف بطريق فرعية مزفتة طولها 2كم.